# VM i bandy 1985
Verdensmesterskabet i bandy 1985 var det 14. VM i bandy gennem tiden, og mesterskabet blev arrangeret af International Bandy Federation. Turneringen havde deltagelse af fem hold og blev afviklet i byerne Oslo, Drammen, Mjøndalen, Solbergelva, Stabekk, Røa og Ullern i Norge i perioden 3. – 10. februar 1985. USA deltog i VM for første gang, og dermed var VM for ikke længere kun et opgør mellem Sovjetunionen, Sverige, Finland og Norge.
Mesterskabet blev vundet af Sovjetunionen efter finalesejr over de forsvarende verdensmestre fra Sverige på 5-4 efter forlænget spilletid. Det var Sovjetunionens 12. VM-titel gennem tiden og den første siden 1979, mens Sverige dermed vandt sølv for ottende gang. Bronzemedaljerne gik til Finland, som besejrede værtslandet Norge med 6-2 i bronzekampen, og som dermed vandt bronze for niende VM i træk.

## Resultater

### Indledende runde
De fem hold spillede først en indledende runde alle-mod-alle. Sejre gav 2 point, uafgjorte 1 point, mens nederlag gav 0 point. De to bedste hold kvalificerede sig til VM-finalen, mens nr. 3 og 4 gik videre til bronzekampen.
| Dato | Kamp                    | Res.  | Spillested  |
| ---- | ----------------------- | ----- | ----------- |
| 3.2. | Norge – USA             | 5–1   | Drammen     |
| 3.2. | Finland – Sovjetunionen | [ 1 ] | Drammen     |
| 4.2. | Sverige – Sovjetunionen | 1–1   | Oslo        |
| 4.2. | Norge – Finland         | 4–4   | Mjøndalen   |
| 5.2. | Sverige – USA           | 12–10 | Oslo        |
| 6.2. | Norge – Sovjetunionen   | 1–3   | Solbergelva |
| 7.2. | Finland – USA           | 6–1   | Ullern      |
| 7.2. | Norge – Sverige         | 00–12 | Stabekk     |
| 8.2. | Sverige – Finland       | 3–3   | Solbergelva |
| 8.2. | Sovjetunionen – USA     | 8–0   | Røa         |

| Hold          | Kampe | + Mål − | Point |
| ------------- | ----- | ------- | ----- |
| Sovjetunionen | 4     | 017-3   | 7     |
| Sverige       | 4     | 28-50   | 6     |
| Finland       | 4     | 0014-13 | 4     |
| Norge         | 4     | 10-20   | 3     |
| USA           | 4     | 03-31   | 0     |

### Finalekampe
| Dato       | Kamp                    | Res.   | Spillested |
| ---------- | ----------------------- | ------ | ---------- |
| Bronzekamp |                         |        |            |
| 10.2.      | Norge – Finland         | 2–6    | Oslo       |
| Finale     |                         |        |            |
| 10.2.      | Sverige – Sovjetunionen | [0]4–5 | Oslo       |